# Верхняя Балкария
Ве́рхняя Балка́рия (карач.-балк.  Огъары́ Малкъа́р, Уллу́ Малкъа́р) — село в Черекском районе Кабардино-Балкарской Республики.
Образует муниципальное образование «сельское поселение Верхняя Балкария», как единственный населённый пункт в его составе.

## География
Селение расположено в южной части Черекского района, по обоим берегам реки Черек-Балкарский. Находится в 28 км к югу от районного центра Кашхатау и в 65 км к юго-востоку от города Нальчик.
Площадь территории сельского поселения — 92,21 км². Основной земельный массив составляют сельскохозяйственные угодья и горные пастбища.
Через горные грунтовые дороги граничит с сёлами: Бабугент и Верхняя Жемтала на севере, Ташлы-Тала на северо-востоке и Безенги на западе. На юге земли сельского поселения смыкаются с территориями Кабардино-Балкарского Государственного высокогорного заповедника.
Населённый пункт расположен в горной части республики. Перепады высот значительные и колеблются в пределах от 1000 до 3500 м над уровнем моря. Средние высоты в пределах села составляет 1120 м над уровнем моря. Абсолютные высоты сельского поселения превышают отметки в 3500 м.
Гидрографическая сеть представлена рекой Черек Балкарский и её притоками. В пределах села в неё впадают реки — Чайнашки, Рцывашки, Турметсу, Курноятсу, Хашхасу и Курунгусу.
Климат влажный умеренный, с тёплым летом и холодной зимой. На климат села большое влияние оказывает близость ледников. Благодаря своему расположению в депрессии Скалистого хребта, над селением часто стоит ясная погода. Среднегодовая температура воздуха составляет около +6,5 °С, колеблется от средних +17,0 °С в июле, до средних -4,5 °С в январе. Первые заморозки наблюдаются в начале сентября, последние - в середине мая. Среднегодовое количество осадков составляет около 900 мм в горах и около 600 мм на территории села. Основное количество выпадает в период с мая по июль.

## История
До начала XX века в ущелье реки Черек-Балкарский располагалось 18 селений — Верхний и Нижний Шканты, Верхний и Нижний Кюнлюм, Чегет-Эль, Тёбен-Эль, Тура-Хабла, Фардык, Сауту, Шаурдат, Курнаят, Мухол, Мукуш, Коспарты, Зарашки, Зылги, а также родовые аулы Темукуевых и Глашевых.
С установлением советской власти, в 1920 году эти сёла были объединены в два сельских совета: Верхне-Балкарского и Нижне-Балкарского. В 1926 году был образован Средне-Балкарский сельсовет. В 1935 году, с разукрупнением Балкарского округа КБАССР, все три сельсовета были включены в состав новообразованного Черекского района.
В 1944 году балкарцы были депортированы в Среднюю Азию. Вследствие этого все селения пробыли в заброшенном состоянии около 13 лет.
В 1957 году началось возвращение балкарцев из ссылки в свои прежние места проживания. После реабилитации балкарского народа и возвращения на родину, бывшие сёла Верхне-Балкарского, Средне-Балкарского и Нижне-Балкарского сельсоветов были объединены в одно поселение — Верхняя Балкария, с одноимённым сельсоветом.
Развалины других заброшенных аулов (не вошедших в состав объединённого села Верхняя Балкария) сохранились в окрестностях села.
В 1992 году Верхне-Балкарский сельский совет был реорганизован и преобразован в Верхне-Балкарскую сельскую администрацию. В 2005 году Верхне-Балкарская сельская администрация была преобразована в муниципальное образование, со статусом сельского поселения.

#### Черекская трагедия
8 марта 1944 года по ложному обвинению в сотрудничестве местных жителей с фашистскими захватчиками, органами НКВД балкарцы были выселены из родных мест в Среднюю Азию (в Казахстан и Киргизию).
Выселению балкарцев с родины предшествовали события, позже обозначенные историками как Черекская трагедия. В ноябре 1942 года у воинских частей 37 армии Закавказского фронта, оборонявшей территорию Кабардино-Балкарии, сложилась тяжёлая ситуация. После взятия немецкими войсками Нальчика, 11 стрелковая дивизия НКВД СССР оказалась в полукольце, так как была отрезана от Прохладненской и Орджоникидзевской дорог, по которым осуществлялся отход войск и снабжение отступающих воинских частей.
В связи с этим командованием 37 армии было принято решение вывести войска, находящиеся в Кабардино-Балкарии, через Верхнюю Балкарию в Грузию. Этим планам пытались помешать несколько человек, объединившихся в бандформирование. Как следует из архивных документов, «особую активность проявили бандгруппы Черекского района, возглавляемые Батталом Табаксоевым, Исмаилом Занкишиевым (бывший председатель Верхне-Балкарского сельсовета), и другими». Идейным вдохновителем этих формирований в НКВД считали «агента немецких спецслужб» Якуба Жангуразова, который до войны работал пропагандистом Черекского райкома ВКП(б).
НКВД было дано распоряжение: «Повести самую решительную, беспощадную борьбу с бандитами и их пособниками, уничтожать их на месте, сжигать полностью постройки и имущество, уничтожать все, что может возродить почву для бандитизма. Ни в коем случае не проявлять жалости… При боевых действиях захватывать заложников (родственников)». В ночь с 27 по 30 ноября сводным отрядом 11 стрелковой дивизии НКВД под командованием капитана Н. Ф. Накина, была проведена кровавая карательная операция по отношению к мирным жителям в селениях Сауту, Глашево, Кюнлюм и Верхний Чегет. Тем временем на фронтах Великой Отечественной войны сражались все боеспособные мужчины этих сёл.

## Население
| 2002  | 2010  | 2012  | 2013  | 2014  | 2015  | 2016  |
| ----- | ----- | ----- | ----- | ----- | ----- | ----- |
| 3957  | ↗4177 | ↗4213 | ↗4225 | ↘4202 | ↗4246 | ↗4272 |
| 2017  | 2018  | 2019  | 2020  | 2021  | 2023  | 2024  |
| ↗4291 | ↗4306 | ↗4313 | ↗4323 | ↗5066 | ↗5072 | ↗5103 |
| 2025  |       |       |       |       |       |       |
| ↗5132 |       |       |       |       |       |       |

Плотность — 54,94 чел./км².
Национальный состав
По данным Всероссийской переписи населения 2010 года:
| Народ    | Численность, чел. | Доля от всего населения, % |
| -------- | ----------------- | -------------------------- |
| балкарцы | 4161              | 99,6 %                     |
| другие   | 16                | 0,4 %                      |
| всего    | 4177              | 100 %                      |

По данным Всероссийской переписи 2021 года:
| Народ               | Численность, чел. | Доля от всего населения, % |
| ------------------- | ----------------- | -------------------------- |
| балкарцы            | 4 970             | 98,10 %                    |
| кабардинцы          | 50                | 0,98 %                     |
| другие / не указано | 46                | 0,90 %                     |
| всего               | 5 066             | 100,0 %                    |

Поло-возрастной состав
По данным Всероссийской переписи населения 2010 года:
| Возраст     | Мужчины, чел. | Женщины, чел. | Общая численность, чел. | Доля от всего населения, % |
| ----------- | ------------- | ------------- | ----------------------- | -------------------------- |
| 0 — 14 лет  | 417           | 504           | 921                     | 22,1 %                     |
| 15 — 59 лет | 1378          | 1380          | 2758                    | 66,0 %                     |
| от 60 лет   | 195           | 303           | 498                     | 11,9 %                     |
| Всего       | 1990          | 2187          | 4177                    | 100,0 %                    |

Мужчины — 1990 человек (47,6 %). Женщины — 2187 человек (52,4 %).
Средний возраст населения — 33,6 лет. Медианный возраст населения — 30,7 лет.
Средний возраст мужчин — 33,6 лет. Медианный возраст мужчин — 31,6 лет.
Средний возраст женщин — 33,6 лет. Медианный возраст женщин — 29,9 лет.

## Местное самоуправление
Администрация сельского поселения Верхняя Балкария — с. Верхняя Балкария, ул. Таулуева, 89.
Структуру органов местного самоуправления сельского поселения составляют:
- Исполнительно-распорядительный орган — Местная администрация сельского поселения Верхняя Балкария. Состоит из 9 человек.
  - Глава администрации сельского поселения — Чанаев Муса Ахматович.
- Представительный орган — Совет местного самоуправления сельского поселения Верхняя Балкария. Состоит из 13 депутатов, избираемых на 5 лет.

## Образование
- МКОУ Средняя общеобразовательная школа № 1 — ул. Таулуева, 93.
- МКОУ Средняя общеобразовательная школа № 2 — ул. Таулуева, 110.
- Начальная школа Детский сад № 1 — ул. Таулуева, 93.
- Начальная школа Детский сад № 2 — ул. Таулуева, 110.
- Детская музыкальная школа — ул. Таулуева, 154А.

## Здравоохранение
- Участковая больница — ул. Таулуева, 154.

## Культура
- МКУ Сельский Дом Культуры — ул. Таулуева, 85.

Общественно-политические организации:
- Совет старейшин
- Совет ветеранов труда

## Ислам
В селе действуют три мечети. 

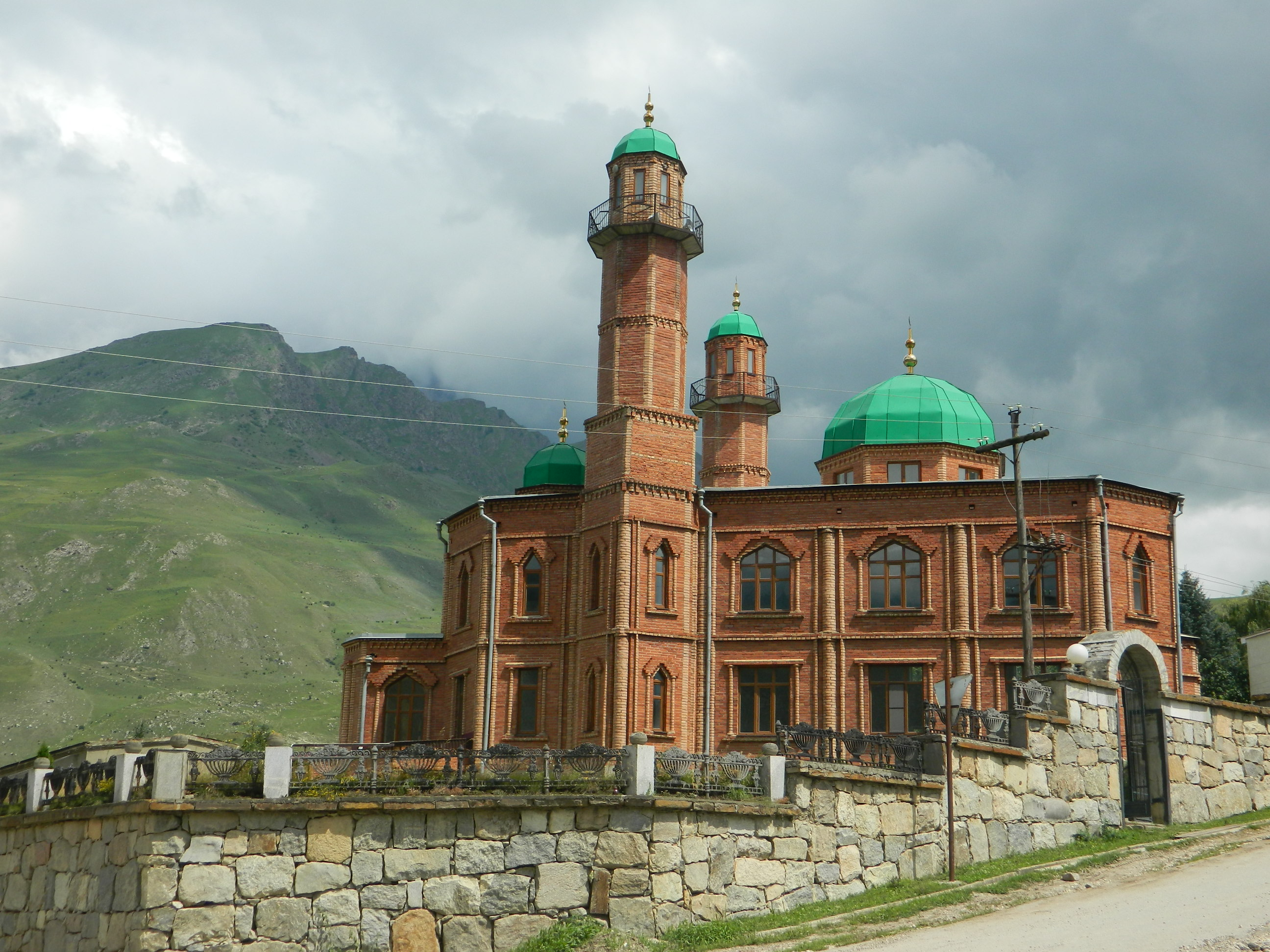
Мечеть в селении Верхняя Балкария

- Старая мечеть — ул. Таулуева, 178.
- Верхняя мечеть — ул. Таулуева, 112.
- Нижняя мечеть — ул. Карданова, 1. (Старая мечеть села, закрытая в советское время и открытая после восстановления в 2016 году).

## Экономика
Основные виды деятельности в Верхней Балкарии — садоводство, овощеводство, а также животноводство. С недавних пор развивается гостинично-ресторанное дело — открыты два пункта (гостинично-ресторанный комплекс «Тау Эль» и кафе «Караван»). Традиционное ремесло балкарских женщин — вязание из шерсти, в экономике села по причине относительно слабого потока туристов и низких цен, большой роли не играет. В селе функционирует предприятие «Альпийские сады».
Туризм
Туристическая инфраструктура в селе развивается. Верхняя Балкария является привлекательным местом для туристов. Здесь расположены ряд достопримечательностей республики: архитектурные и природные памятники — руины традиционных балкарских поселений, оборонительные башни, склепы — «кешене», Черекская теснина, урочище Уштулу. Все они объединены в археолого-туристический комплекс — «Верхняя Балкария».

## Улицы
На территории села зарегистрировано 29 улиц:

| Абаева             |
| Айдоболова         |
| Асанова            |
| Байсиева           |
| Батчаева           |
| Братьев Лелюкаевых |
| Гадиева            |
| Геляева            |
| Жангоразова        |
| Казакова           |

| Карабашева |
| Карданова  |
| Мечукаева  |
| Мисирова   |
| Молодёжная |
| Мухольская |
| Настуева   |
| Ногерова   |
| Таулуева   |
| Тетуева    |

| Токлуева    |
| Ульбашева   |
| Уммаева     |
| Учительская |
| Уянаева     |
| Хасауова    |
| Хучинаева   |
| Чанаева     |
| Черекская   |

## Известные жители
- Абаев Султанбек Асланбекович — выдающийся скрипач, первый балкарский профессиональный музыкант, просветитель, общественный деятель.
- Ульбашев Мутай Исмаилович — советский танцор, балетмейстер, хореограф. Народный артист РСФСР, а также КБАССР и ЧИАССР.
- Уммаев Мухажир Магометгериевич — Герой Советского Союза, участник Великой Отечественной войны.
- Казаков Исхак Ибрагимович — общественно-политический деятель, первый зам председателя Совета министров Кабардино-Балкарской АССР (1982—1986 гг.).

## Интересные факты
В 1909—1910 годах в России выпускались почтовые марки, на которых были изображены мумии, найденные в склепах Верхней Балкарии.

## Галерея

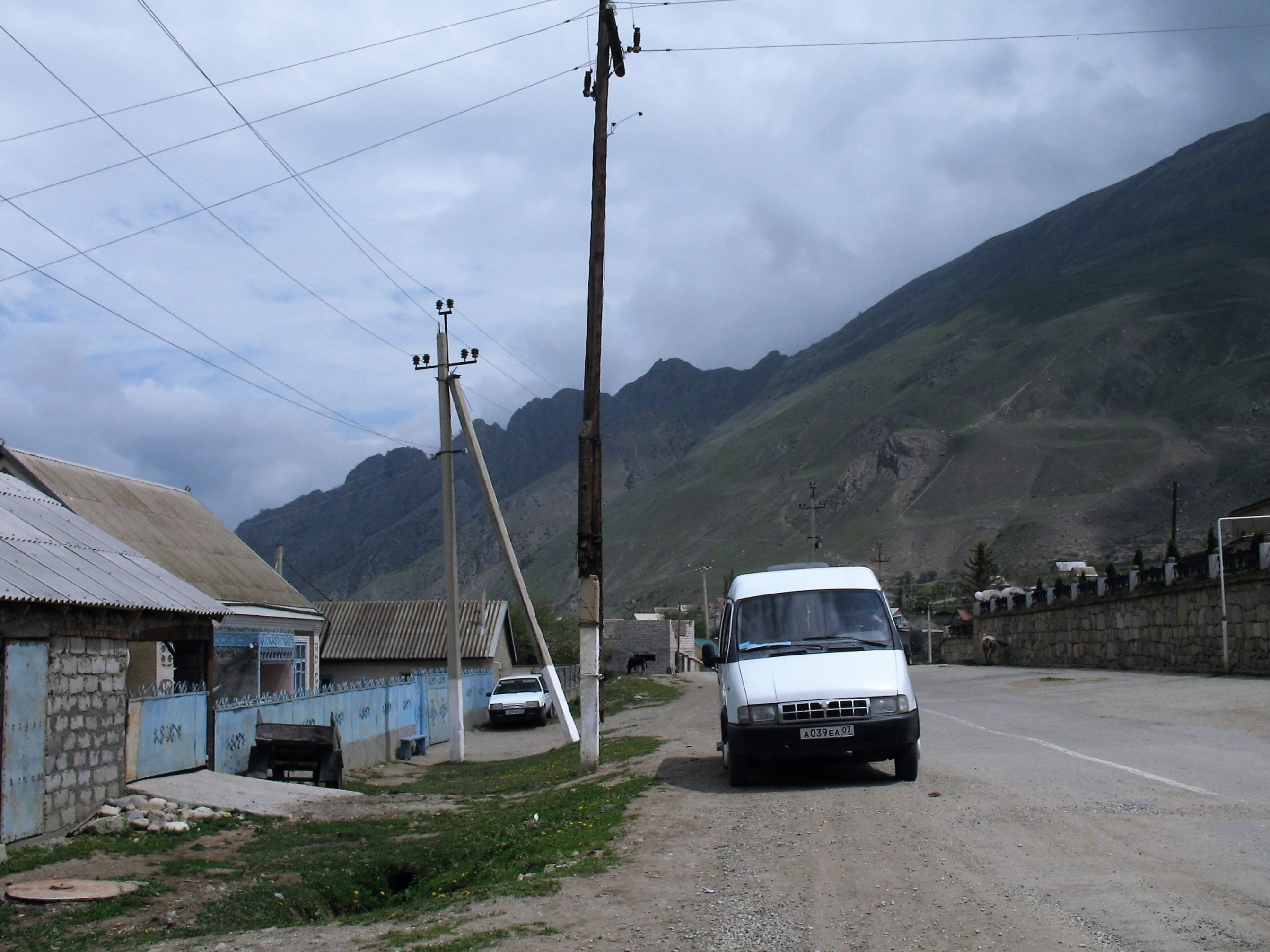
На одной из улиц села
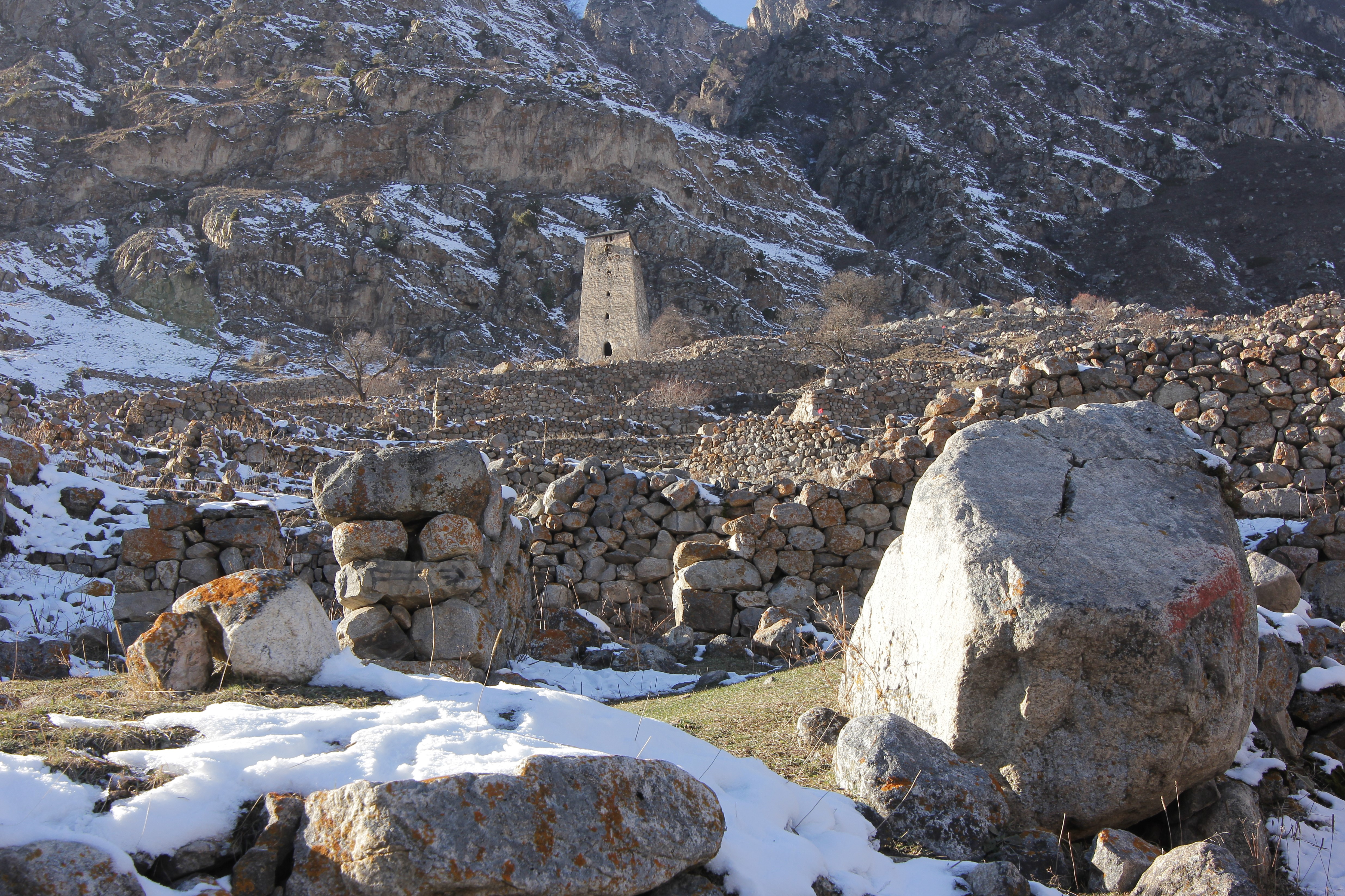
Развалины села Кюнлюм
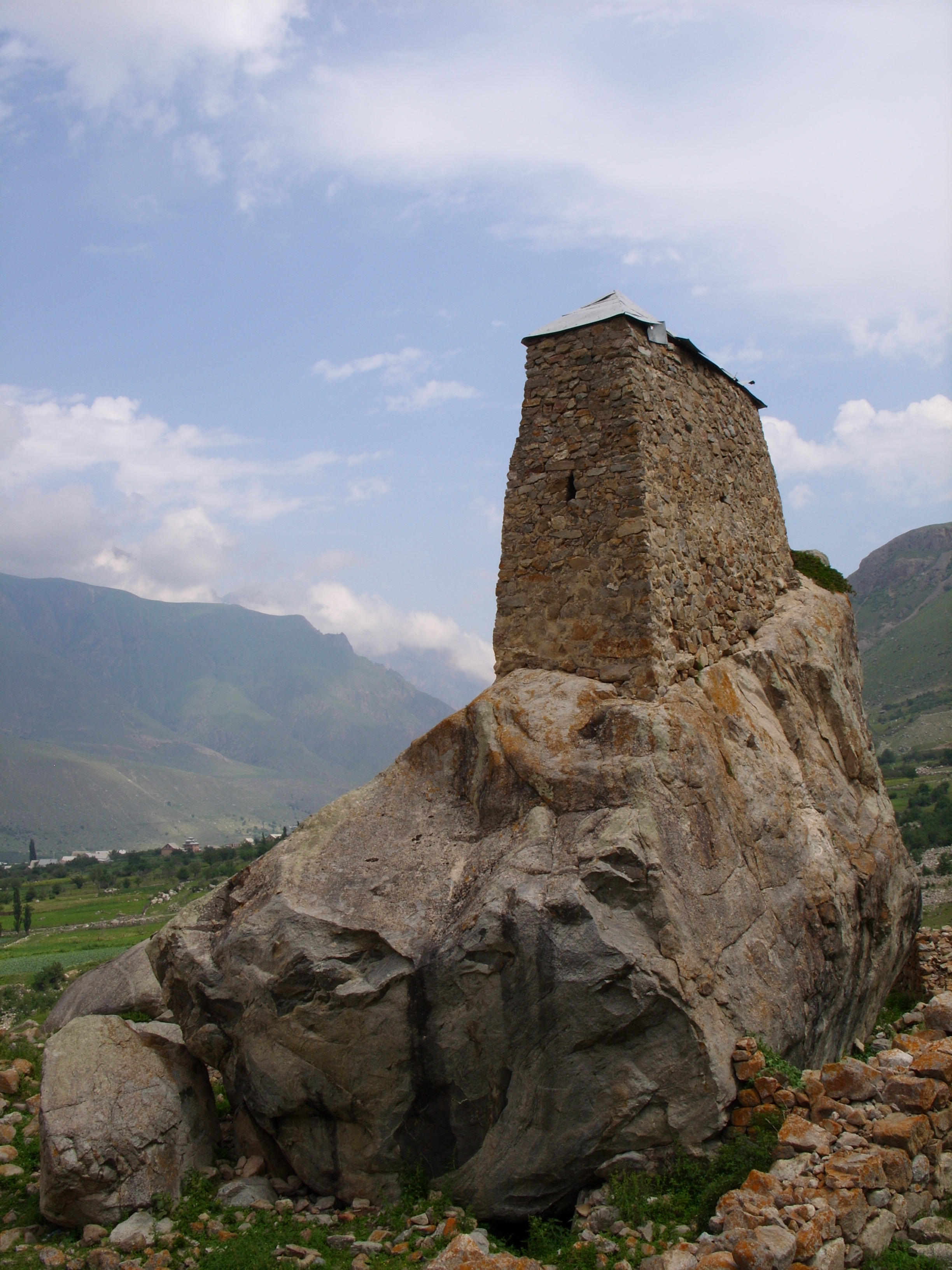
Башня Амирхана
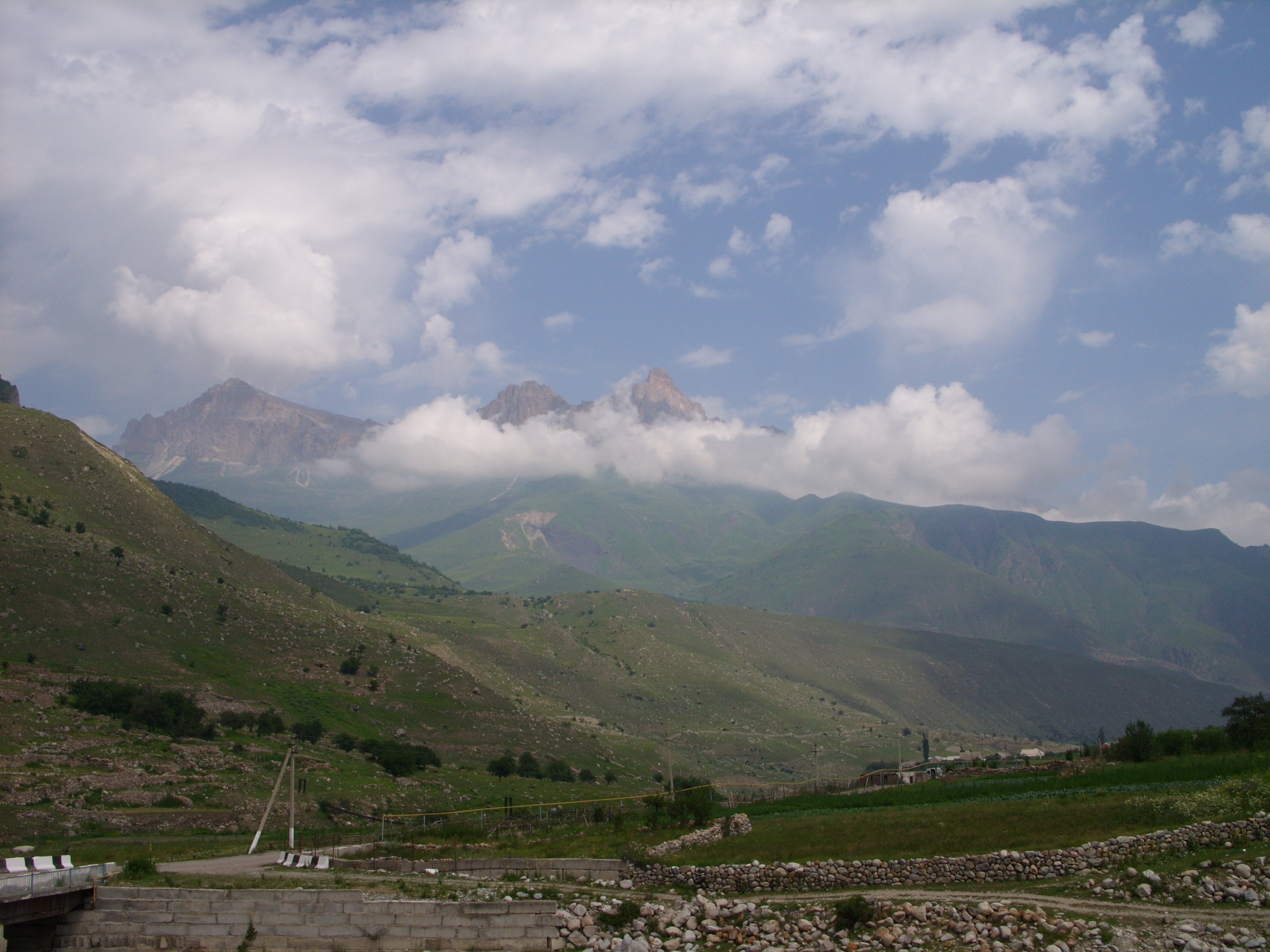
У окраины села
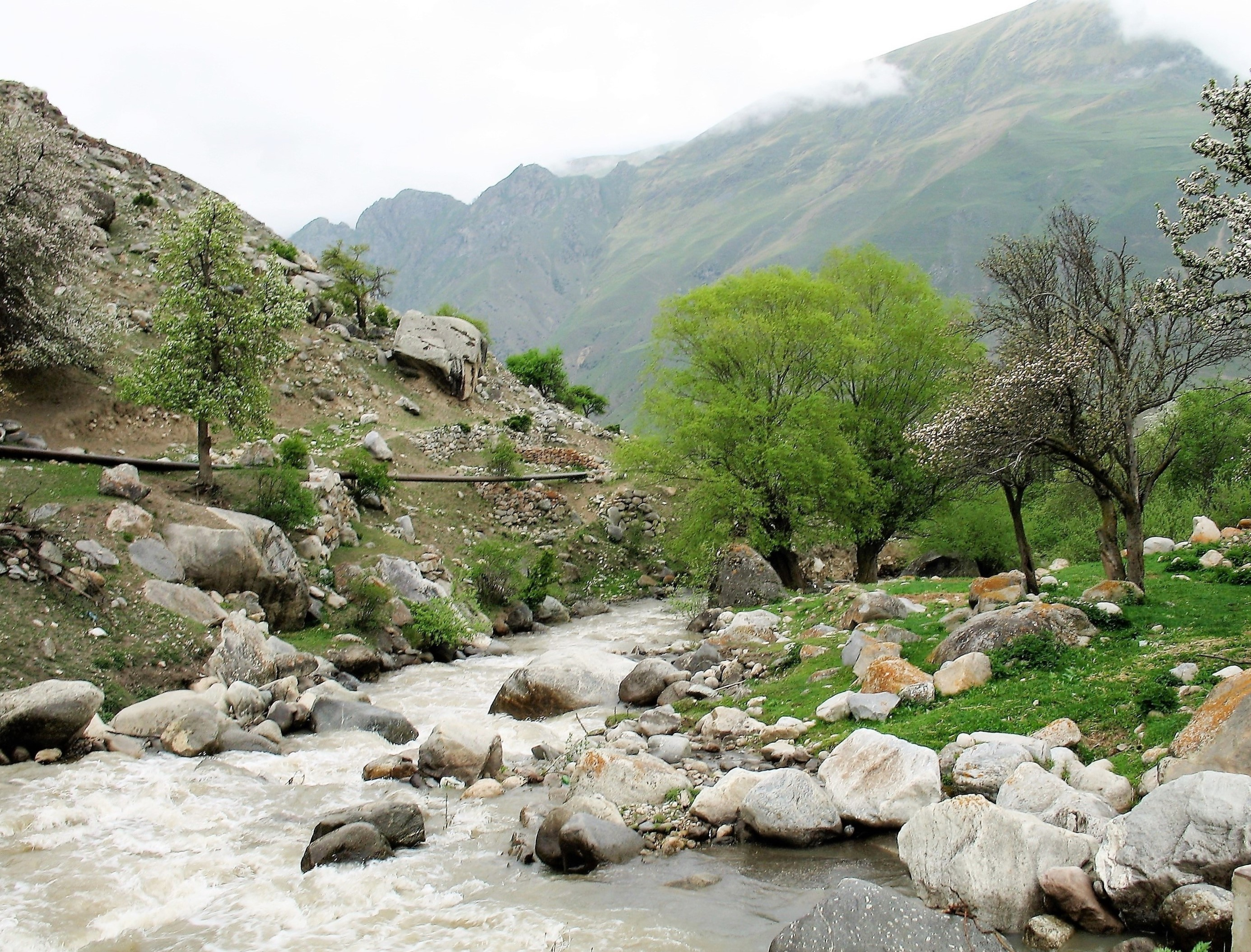
В пойме реки Чайнашки
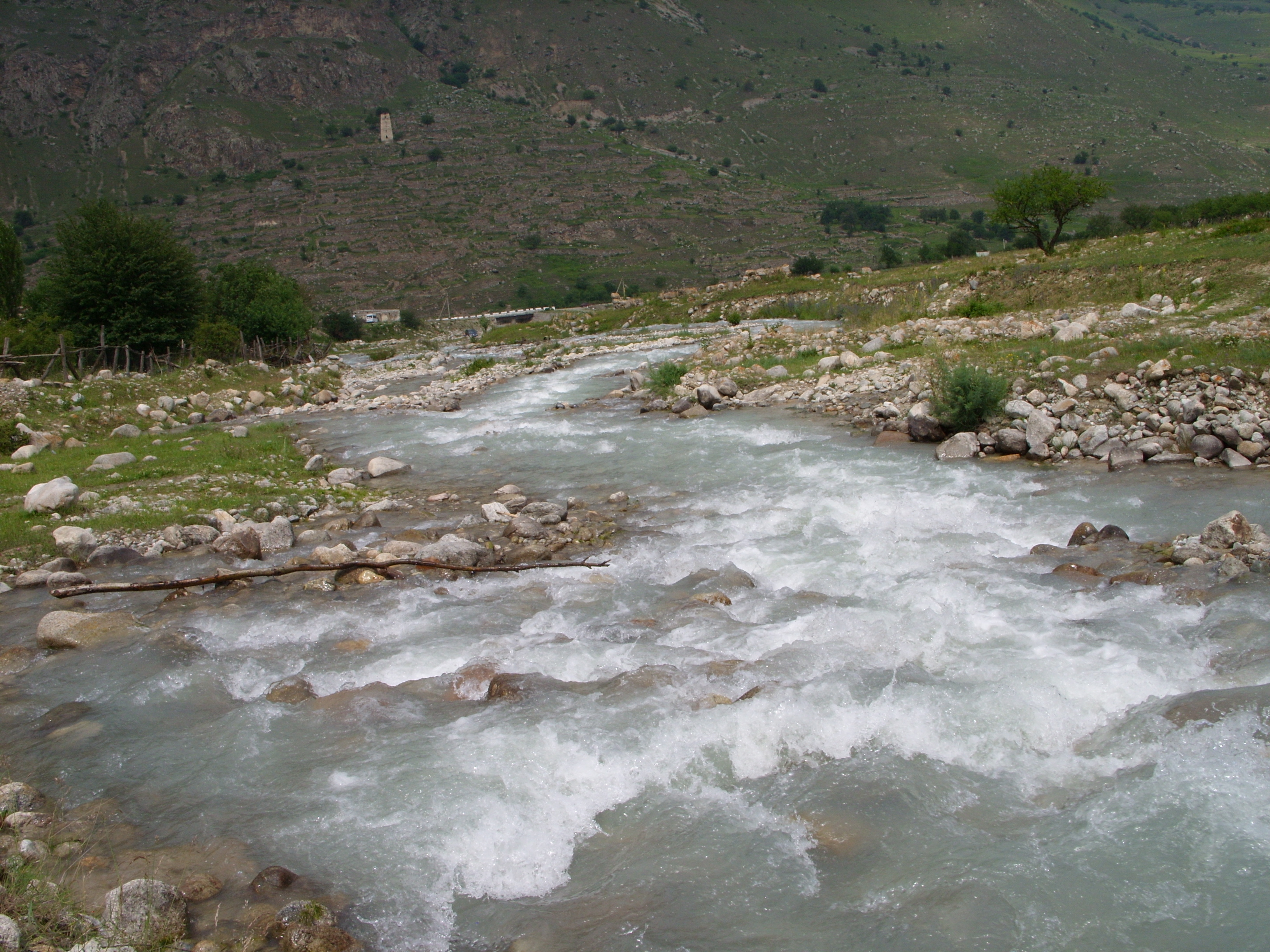
Низовье реки Рцывашки